# Antimima addita
Antimima addita es una especie de planta suculenta perteneciente a la familia Aizoaceae. Es endémica de Sudáfrica.  Su hábitat natural son los matorrales secos subtropicales o tropicales.

## Descripción
Es una pequeña planta suculenta perennifolia que alcanza un tamaño de 6,5 cm de altura a una altitud de  600 - 1200 metros en Sudáfrica.

## Taxonomía
Aloinopsis  luckhoffii fue descrita por (L.Bolus) H.E.K.Hartmann y publicado en Bothalia 28: 70 1998.
Etimología
Antimima: nombre genérico que deriva de la palabra griega: "antimimos" = "imitación" que fue asignada a la primera especie conocida de este género muy similar a las especies del género Argyroderma.
addita: epíteto latíno
Sinonimia
- Ruschia addita L.Bolus	[1]